# سمباط (الحامة)
سمباط هي إحدى قرى معتمدية الحامة من ولاية قابس بالجنوب التونسي. وتوجد على الطريق المتجهة نحو مدينة قبلي غربا. أدى التمدد العمراني إلى اندماجها في مدينة الحامة بحيث أصبحت حيا مكملا لها. ويوجد بها معمل للآجر.